# Малиновый (Свердловская область)
Малиновый — посёлок Нижнесергинского района  Свердловской области России, входит в состав муниципального образования «Клёновское сельское поселение». 

## География
Посёлок Малиновый муниципального образования «Нижнесергинский муниципальный район», входит в состав муниципального образования «Клёновское сельское поселение», расположен в 57 километрах (по автотрассе в 110 километрах) к северо-западу от города Нижние Серги, на обоих берегах реки Чекалда (правый приток реки Бисерть, бассейна реки Уфа). В посёлке имелся пруд.

## Население
| 2002 | 2010 | 2021 |
| ---- | ---- | ---- |
| 112  | ↘75  | ↘43  |